# 鋸牙裸胸鱔
鋸牙裸胸鱔，又稱鋸牙裸胸鯙，為輻鰭魚綱鰻鱺目鯙亞目鯙科裸胸鱔屬的其中一種，分布於東南太平洋的秘魯海域，為底棲性魚類，屬肉食性，生活習性不明。

## 擴展閱讀
維基物種上的相關：鋸牙裸胸鱔